# Susan Page

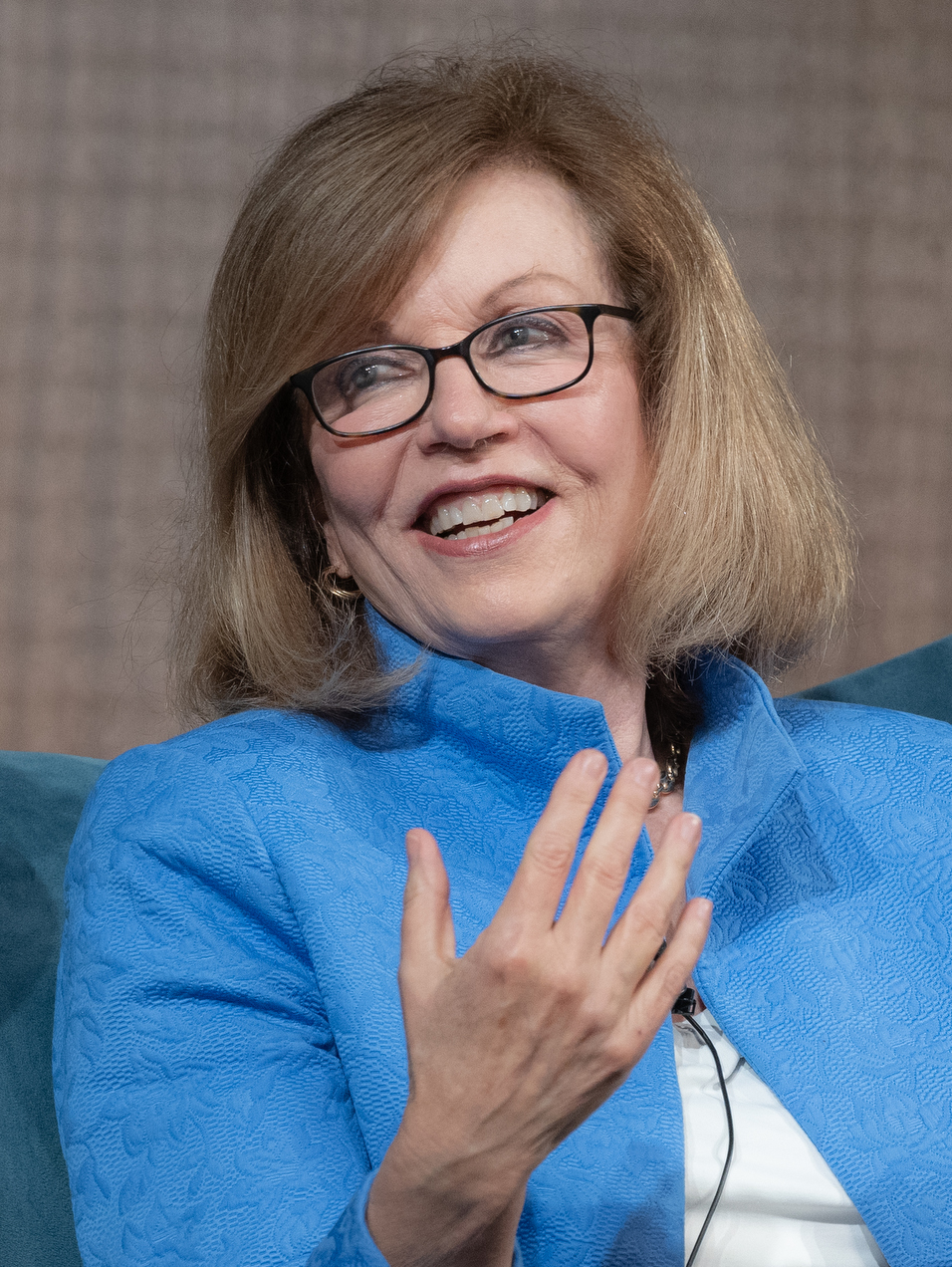
Susan Page (2024)

Susan Page (* 12. Februar 1951) ist eine US-amerikanische Journalistin und Biografin im Washingtoner Büro von USA Today.

## Kindheit
Page stammt aus Wichita, Kansas. Sie absolvierte 1973 die Medill School of Journalism der Northwestern University, wo sie Chefredakteurin der Daily Northwestern war, und einen Master-Abschluss der Columbia University Graduate School of Journalism hat.
Als Kind hatte Page zwei Leidenschaften: Musik und Journalismus. Sie begann in der dritten Klasse Oboe zu lernen und spielte sie während ihrer gesamten öffentlichen Schulausbildung in Schulorchestern. Sie war auch Chefredakteurin ihres Highschool-Jahrbuchs The Hoofbeats und diente als Reporterin und Redakteurin für ihre Highschool-Zeitung The Stampede. Sie erwog, eine Musikschule zu besuchen, entschied sich aber schließlich für eine Journalistenschule an der Northwestern University.

## Karriere
Page hat sechs Verwaltungen des Weißen Hauses und zehn Präsidentschaftswahlen behandelt und neun Präsidenten interviewt. Sie gründete und moderiert eine preisgekrönte Video-Newsmaker-Serie für USA Today, Capital Download. Sie tritt häufig in Kabelnachrichtennetzwerken als Analystin auf und moderiert häufig die The Diane Rehm Show, die im National Public Radio syndiziert wurde. Sie war die erste Frau, die als Musikvorsitzende der Gridiron Club Show fungierte, und war 2011 Präsidentin des Clubs, der ältesten Journalistenvereinigung in Washington. 2000 war sie Präsidentin der White House Correspondents’ Association. Sie war außerdem Vorsitzende der Robert F. Kennedy Journalism Awards und war Juror für die Pulitzer-Preise. Ihr erstes Buch wurde 2019 veröffentlicht, eine Biographie der ehemaligen First Lady Barbara Bush mit dem Titel Die Matriarchin: Barbara Bush und die Entstehung einer amerikanischen Dynastie. Ebenfalls im Jahr 2019 unterzeichnete sie einen Vertrag, um eine Biographie der Sprecherin des Weißen Hauses, Nancy Pelosi, mit dem vorläufigen Titel Frau Sprecherin: Nancy Pelosi und der Bogen der Macht zu schreiben. Page wurde als Moderator der Vizepräsidentendebatte 2020 zwischen Mike Pence und Kamala Harris ausgewählt, die am 7. Oktober 2020 in Salt Lake City stattfand.

## Auszeichnungen
Sie hat mehrere Auszeichnungen für ihre Arbeit erhalten, darunter den Merriman Smith Memorial Award, den Gerald R. Ford-Preis für herausragende Berichterstattung über die Präsidentschaft (zweimal) und den Sigma Delta Chi Distinguished Service Award für die Korrespondenz in Washington.

## Privatleben
1982 heiratete sie Carl Leubsdorf, syndizierter Kolumnist und ehemaliger Chef des Washington Bureau für die Dallas Morning News in einer nicht konfessionellen Zeremonie in Washington, D.C.

## Biografie
- The Matriarch: Barbara Bush and the Making of an American Dynasty (Twelve, 2019). ISBN 978-1-5387-1364-8.
- Madam Speaker: Nancy Pelosi and the Lessons of Power (Twelve, 2021)